# Ford LTD (Austrália)
Veja também Ford LTD (América do Norte)
O Ford LTD foi um luxuoso carro produzido pela Ford Motor Company of Australia (seção da Ford nesse país) de 1973 a 2007.